# كأس دوري كرة القدم الإنجليزية 2014–15
كأس دوري كرة القدم الإنجليزية 2014–15 (بالإنجليزية: 2014–15 Football League Trophy)‏ هو الموسم 31 من كأس دوري كرة القدم الإنجليزية. أشرف على تنظيمه دوري كرة القدم الإنجليزي، وكان عدد الأندية المشاركة فيه 48، وفاز فيه نادي بريستول سيتي.